# کوجاتپه (متروی استانبول)
کوجاتپه (انگلیسی: Kocatepe) یکی از ایستگاه‌های خط ام۱ متروی استانبول است.
این ایستگاه که در مرکز منطقه بایرام پاشا قرار دارد در سال ۱۹۸۹ تاسیس شده‌است.